# Scorpaenopsis oxycephala
El pez escorpión de cabeza plana (Scorpaenopsis oxycephala) es un pez carnívoro con aletas radiadas y espinas venenosas que vive en los océanos Índico y Pacífico. Puede alcanzar una longitud máxima de 36 cm y puede variar considerablemente en color. Los adultos son barbudos con una serie de borlas debajo de la mandíbula.
Habitan en arrecifes con profundidades 1 a 15 metros. Cuando están en aguas poco profundas, hay veces en que los nadadores los pisan accidentalmente lo que les puede causar lesiones muy dolorosas debido a sus espinas venenosas.

## Galería de imágenes

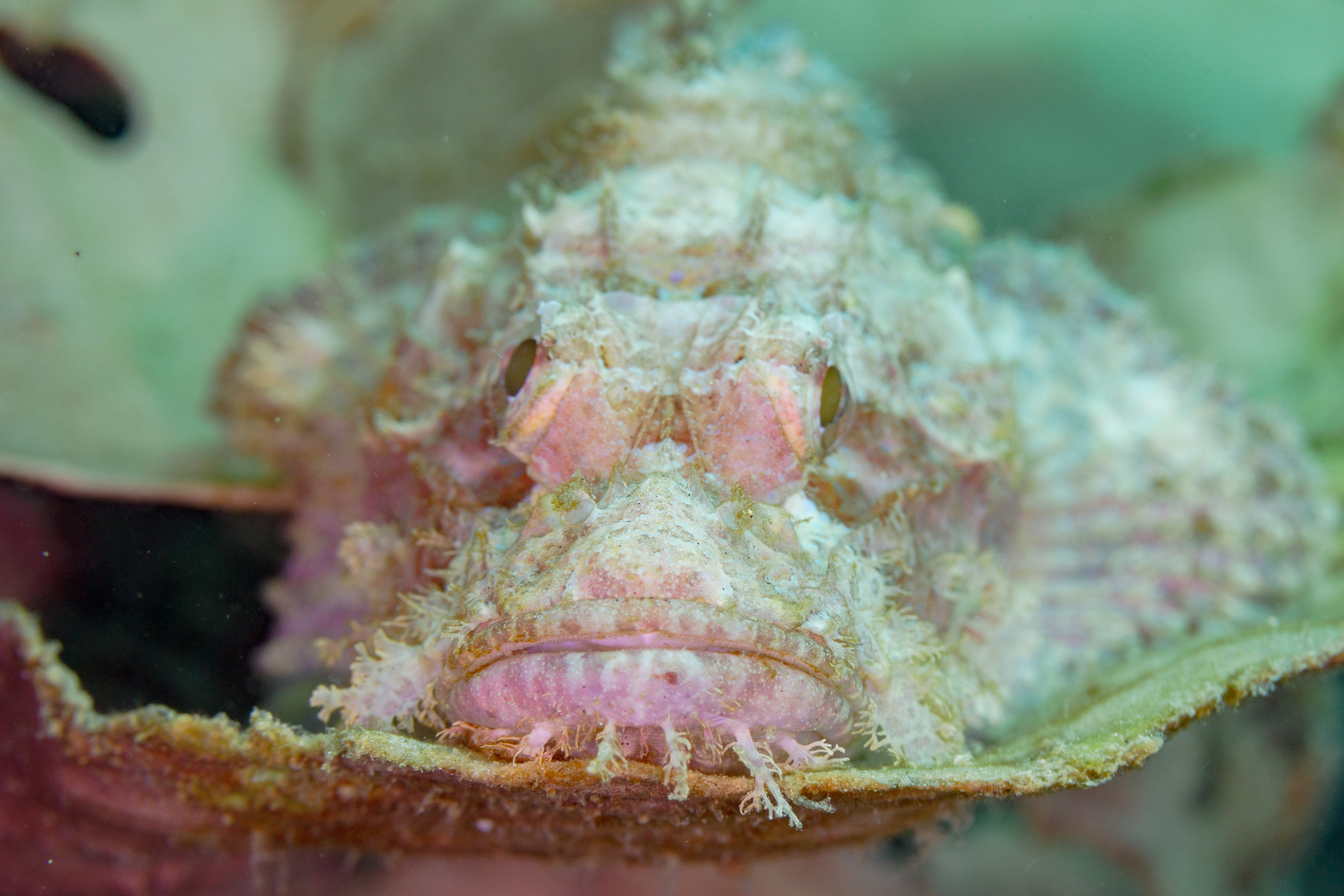
Vista frontal de S. oxycephala.
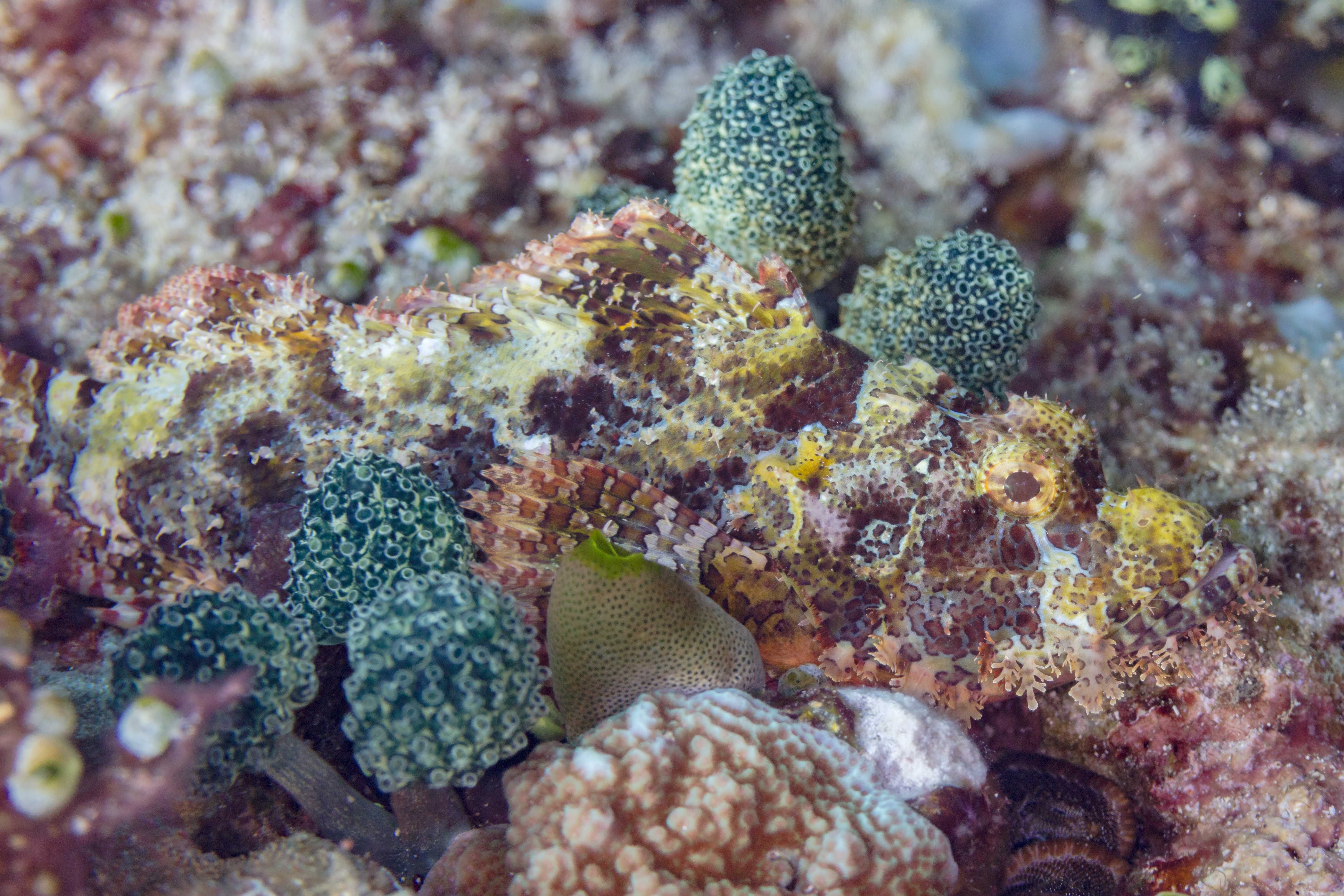
Vista lateral de S. oxycephala.
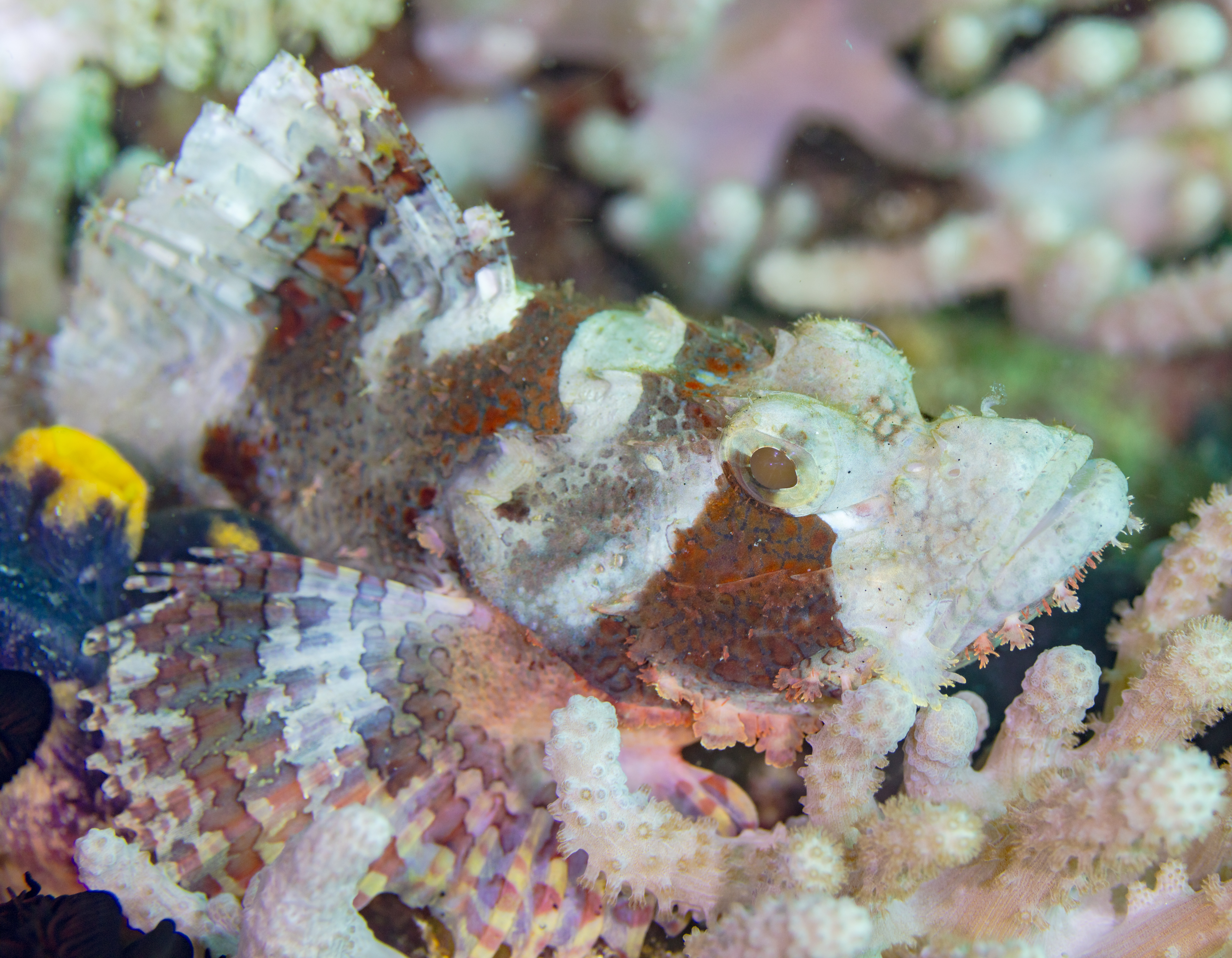
Detalle de la cabeza.
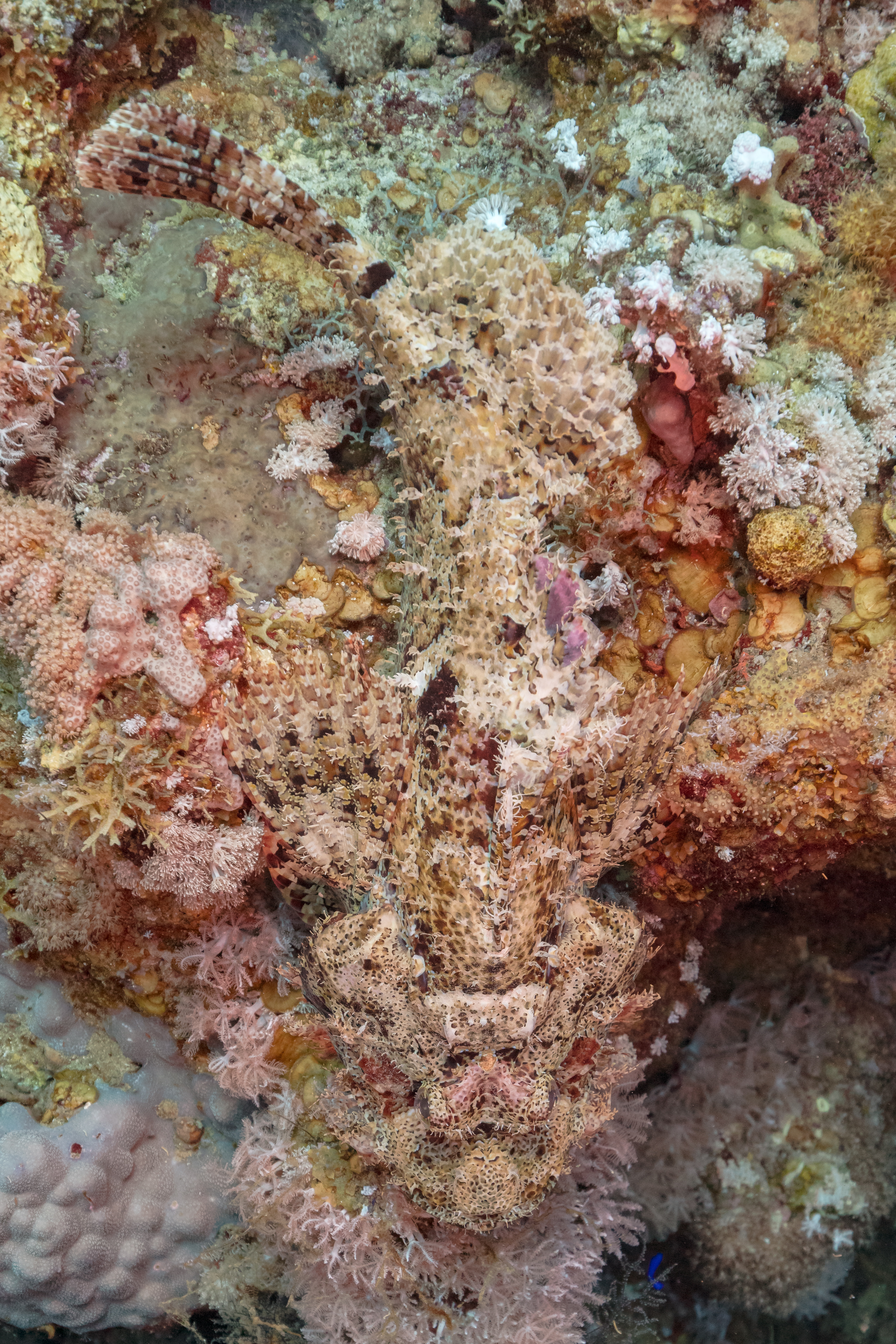
Vista superior de un ejemplar en el mar Rojo.
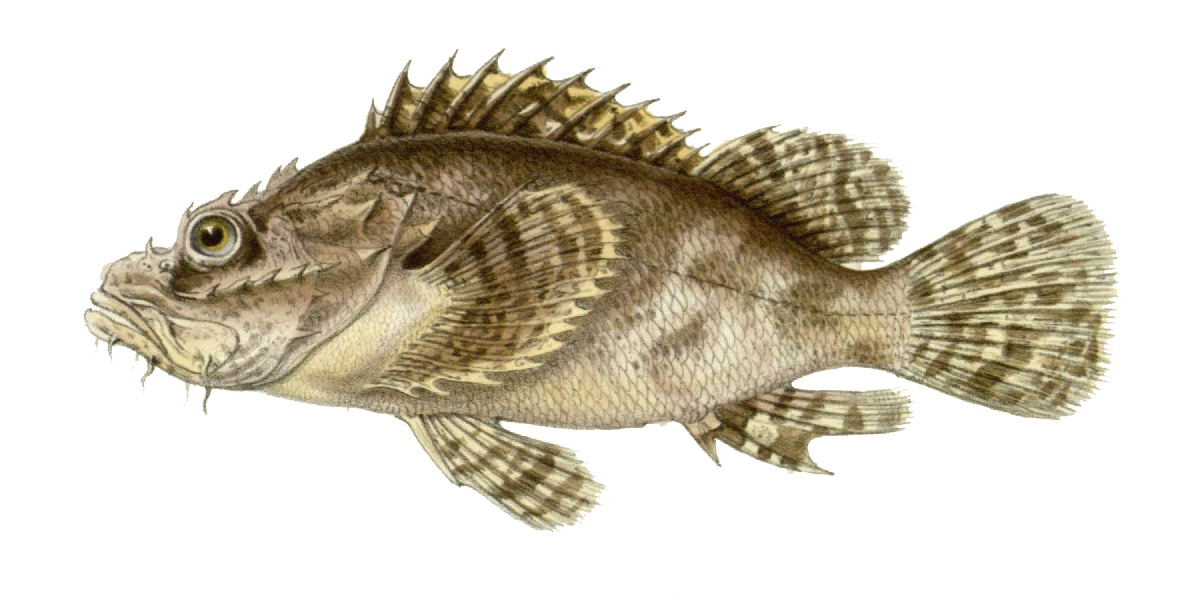
Ilustración.